# 幽明录
《幽明录》，亦作《幽冥录》、《幽冥记》，南朝宋宗室刘义庆集門客所撰志怪小说集，30卷，原书已散佚。鲁迅《古小说钩沉》中辑得二百六十五则。
《周易·系辞》“是故知幽明之故。”注称“幽明，有形无形之象 。”书中所记鬼神灵怪之事，变幻无常，合于此意，故取此名。书中有不少故事与《列异传》﹑《搜神记》﹑《搜神后记》相同。

## 内容
戰爭、死亡、疾病、饥饿是书中重复的主题，例如
“乐安县故市经荒乱，人民饿死，枯骸填地，每至天阴将雨，辄闻吟啸呻叹，声聒于耳”
“晋永嘉之乱，郡县无定主，强弱相暴。宜阳县有女子，姓彭名娥，父母昆弟十余口，为长沙贼所攻……娥，与贼相格。贼缚娥驱至溪边，将杀之。娥仰天呼曰：‘皇天宁有神不， 我为何罪’而当如此。因奔走向山，山立开，娥遂隐不复出”
“晋太元中，县内病死者数千人”
等描写在书中十分突出。有八十多篇都描述了各类死亡，其中一条甚至讲到颖川人因逢汉末大乱将避难他郡，有七八岁幼女，不能涉远，竟被抛弃在破旧的古冢中。婚恋题材也是《幽明录》的重要组成部分，现存四十多篇，有人神恋、人鬼恋、人妖恋等类型。
儒家的忠君思想常有表露，比如其中一条谈到羊祜为了维护对晉武帝的忠诚，不惜自掘断墓，导致儿子夭折。恭顺也备受推崇，如书中王明儿发表的观点：
“欲求多福者，正当恭顺，尽忠孝，无恚怒，便善流无极”
玄学思想也时有反映，比如第156篇讲：
“晋兖州刺史沛国宋处宗，尝买得一长鸣鸡，爱养甚至，恒宠著窗间，鸡遂作人语，与处宗谈论，极有玄致，终日不辍，处宗因此言功大进”
处宗与鸡日夕谈玄不辍的滑稽故事从侧面反映了当时玄风的盛极一时。
宣扬佛教宗教思想的篇章也颇多，如第253篇《罗刹》讲
“宋时有一国，与罗刹相近，罗刹数入境，食人无度，国王与罗刹约定定期由各家送人与之，有一奉佛家独子当行，因其家信佛，其子以佛威神力大，鬼不得近，而免”。
总的来说，《幽明录》中故事的体裁有地理博物体、杂史杂传体、谈佛论道体几种。其中多数作品都短小简洁，缺少细节，但描写文雅细腻。《水底弦歌》、《采菱女》、 《狸说经》、《郭长生》、《费升》、《陈阿登》、《鱼腹丹文》和《方山亭魅》等篇章中还引用了诗歌。《幽明录》继承了传统的仙怪题材，但也有创新，尤其是在鬼怪的人情化方面取得了较大的进步，使作品更有现实感。

## 影响
《幽明录》中许多故事，成为后世作家取材的源泉。
如“刘晨阮肇”就被后世文人不断嵌入诗词 ，唐代张鷟的《游仙窟》和元代末年王子一的《刘晨阮肇误入桃花源》等作品皆取材于此。 
“柏枕幻梦”的题材对后世影响更大，唐沈既济的《枕中记》、元马致远《邯郸道省悟黄粱梦》、明代汤显祖《邯郸梦》以及清代蒲松龄的《续黄粱》等都继承了此一题材。
此外，“生死姻缘”一则是汤显祖《牡丹亭》的故事原型；庞阿和石氏女的故事是唐陈玄祐《离魂记》、元郑光祖《迷青锁倩女离魂》的来源；“金牛”与“淳于矜”等作品也对唐传奇有所影响。